# 이준형 (1875년)
이준형(李濬衡, 1875년 4월 21일 ~ 1942년 10월 12일)은 일제 강점기의 독립운동가이다. 서간도의 경학사, 부민단, 서로군정서에서 활약했다. 본관은 고성(固城). 안동 출신. 임시정부 초대 국무령을 지낸 이상룡(李相龍)의 아들이며 독립운동가 이병화(李炳華)의 아버지이다. 이명으로 이재섭(李在燮), 이중조(李中組),이동고(李東皐)를 썼다. 자는 문극(文極), 호는 동구(東邱). 1990년 대한민국 건국훈장 애족장이 추서되었다.

## 생애
3대에 걸쳐 9명의 독립유공자가 배출된 집으로 유명한 경상북도 안동 임청각에서 출생했다.
을미의병이 일어났을 때 부친 이상룡 곁에서 연락책과 비서 역할을 맡았다. 1907년에는 안동 최초의 근대식 중등 교육기관인 협동학교 설립에 참여해 교사로 일했다.
1908년 대한협회 안동지회를 결성하여 민족운동을 전개하는 한편, 도동서숙(道東書塾), 보문의숙(普文義塾), 동화학교(東華學校) 등을 설립해 신학문보급과 민족의식고취에 노력했다.
을사늑약으로 국권이 상실되자 1911년 1월 5일 부친과 함께 압록강을 건너 중국 동삼성으로 건너갔다. 유하현(柳河縣) 고산자(孤山子)에 정착해 경학사(耕學社)의 설립에 참여했다. 경학사가 재정곤란으로 어려움을 겪자 그는 이상룡의 지시로 국내로 잠입해 예천의 이규홍(李圭洪)에게서 군자금을 얻어내는 한편, 종가인 임청각을 매각, 군자금을 마련해 만주로 돌아갔다.
1914년 이상룡이 부민회 회장이 되었을 때 외지 출장이 잦은 이상룡을 대신해 실무를 담당했다.1919년 부민회를 확대 발전시킨 한족회(韓族會)를 조직하는데 주도적으로 참여했다. 1919년 11월 서로군정서(西路軍政署)가 구성되자 교육과 군사훈련을 맡았다. 1925년 1월 정의부(正義府) 설립에 참여하여 길림성(吉林省) 화전현(樺甸縣)을 중심으로 활동했다.

1923년 8월 이재섭(李在燮)이란 이명을 쓰면서 이광민(李光民), 김응섭(金應燮) 등과 함께 한족노동당을 창립하고 간부로 활동했다. 1928년에는 중공당(中共黨) 만주성위원회(滿洲省委員會) 반석현책임자(磐石縣責任者)가 되었다. 1932년 이상룡이 서거하자 부친의 반혼제(返魂祭)를 드리기 위해 귀향한 후 국내에서 구국운동을 전개했다.

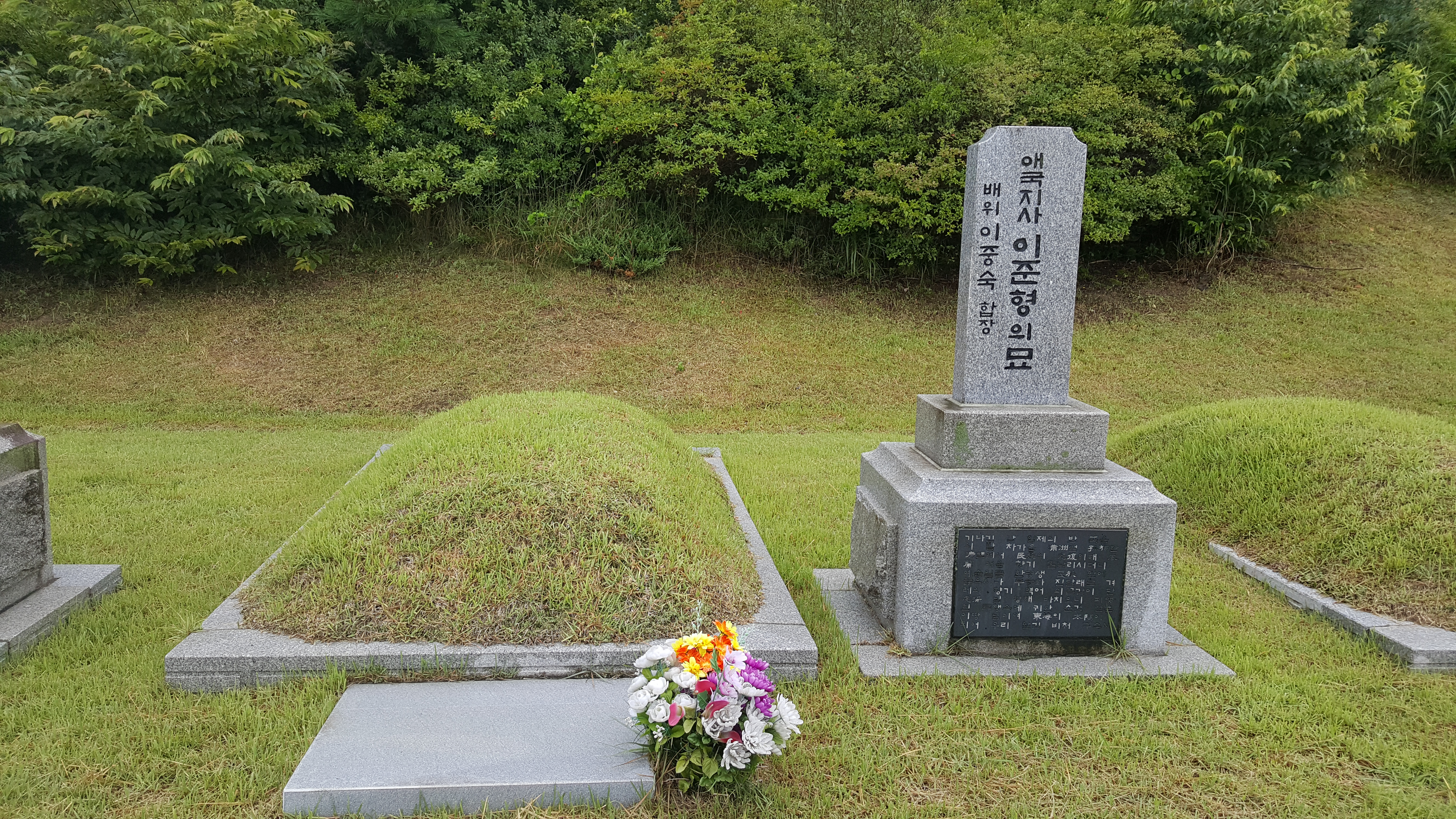
대전 현충원의 묘지

 1942년 일제가 태평양 전쟁에서 우세를 점하고 있다는 소식을 듣자, 독립이 요원함을 비관해 자결했다. 1990년 대한민국 건국훈장 애국장을 추서했으며 국립대전현충원에 안장되었다.

## 저서
- 동구유고: 1996년 손자 이항증이 한문본을 발간하였고, 2017년 국역되었다.

## 가계
- 부친 : 이상룡(李相龍)
- 모친 : 김우락(金宇洛)
  - 배우자 : 이중숙(李中淑)
    - 딸 : 이후석(李厚錫)
    - 아들 : 이병화(李炳華)
      - 손자 : 이도증(李道曾)
      - 손자 : 이세증(李世曾)
      - 손자 : 이석증(李錫曾)
      - 손자 : 이철증(李哲曾)
      - 손자 : 이항증(李恒曾)
      - 손녀 : 이혜정(李惠貞)
      - 손자 : 이범증(李範曾)
- 숙부 : 이상동(李相東)
  - 사촌 : 이형국(李衡國)
  - 사촌 : 이운형(李運衡)
- 숙부 : 이봉희(李鳳羲)
  - 사촌 : 이광민(李光民)
  - 사촌 : 이광국(李光國)
- 외숙 : 김대락(金大洛)
- 종조부: 이승화(李承和)

## 참고 자료
- 서중석 《신흥무관학교와 망명자들》2001
- 채영국 《서간도 독립군의 개척자 이상룡의 독립정신》 2007
- 허은, 변창애 《아직도 내 귀엔 서간도 바람소리가》 2010
- 이종서 《군자불기의 임청각, 안동 고성이씨 종가》2016
- 국가보훈처
- 경상북도독립운동기념관
- 디지털안동문화대전
- 유교넷 (안동)독립운동가 700인